# Архипкин, Иван Романович
Иван Романович Архипкин (7 августа 1924, Покровское, Рязанский округ — 13 февраля 1987, Москва) — помощник механика танка 1-го танкового батальона 59-й гвардейской танковой бригады, 8-го гвардейского танкового корпуса, 1-го Белорусского фронта, гвардии младший сержант — на момент последнего представления к награждению орденом Славы.

## Биография
Родился 7 августа 1924 года в селе Покровское Ухоловского района Рязанской области. Работал на лесоразработках.
В ряды Красной Армии вступил в ноябре 1942 года. С начала 1943 года Архипкин принял участие в сражениях на Западном фронте и смоленском направлении. Освобождал Гжатск и Вязьму.
7 августа был тяжело ранен. После выздоровления обучался в танковом полку. Стал механиком-водителем танка.
Вскоре после этого у Пулавы его танк вывел из строя до взвода вражеских солдат. Позже, в разведке, в составе небольшой группы танков вступил в бой с превосходящими силами противника, сгорел танк. Вражеская колонна остановлена. Приказом от 9 августа 1944 года гвардии младший сержант Иван Романович Архипкин награждён орденом Славы 3-й степени.
5 августа 1944 года в районе сёл Малкув и Гурки, в 20 километрах восточнее Варшавы, танк Архипкина под его командованием подбил два вражеских танка и истребил до 20 противников. Приказом от 16 августа 1944 награждён орденом Славы 3-й степени повторно.
11 сентября 1944 года, на подступах к городу Рембертув и в уличных боях, в составе экипажа танка, уничтожил свыше отделения противников, пушку, бронетранспортер и 9 повозок. Приказом от 14 октября 1944 награждён третьим орденом Славы 3-й степени.
За проявленные мужество и отвагу в боях 19—20 октября 1944 года, пулемётчик танка M4A2 2-го танкового батальона 58-й гвардейской танковой Краснознамённой бригады, гвардии старший сержант Архипкин был награждён медалью «За отвагу».
После второго ранения занялся подготовкой танкистов. В 1947 году демобилизован.
Жил в Москве. Получил звание лучшего экскаваторщика столицы. Также работал крановщиком. Участвовал в телепередаче «Солдатские мемуары» Константина Симонова.
Указом Президиума Верховного Совета СССР от 19 августа 1955 года в порядке перенаграждения Иван Романович Архипкин награждён орденом Славы 2-й степени и орденом Славы 1-й степени.
Скончался 13 февраля 1987 года. Похоронен в Москве на Хованском Центральном кладбище.